# Kepulauan Tukangbesi
Kepulauan Tukangbesi är öar i Indonesien.   De ligger i provinsen Sulawesi Tenggara, i den centrala delen av landet, 1 900 km öster om huvudstaden Jakarta.